# Kokumin-fuku

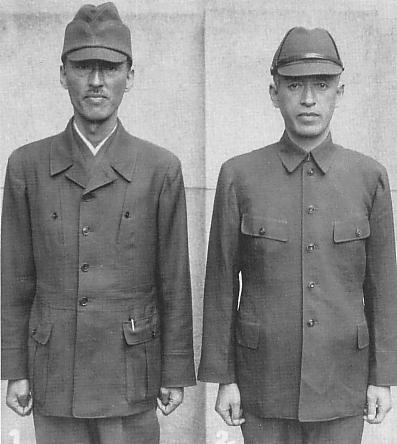
Hommes en Kokumin-fuku

Le Kokumin-fuku (国民服) (littéralement : "uniforme national") était l'uniforme civil masculin, de style européen, en vigueur au Japon en 1940 pendant la Seconde Guerre mondiale,.
Sa ressemblance avec un uniforme militaire est l'une des raisons pour lesquelles il y eut de lourdes pertes parmi les civils japonais lorsque, en 1945, l'armée soviétique attaqua l'armée d'occupation nipponne de la Mandchourie (1931~1945) .